# Distretto di Kościerzyna
Il distretto di Kościerzyna (in polacco powiat kościerski) è un distretto polacco appartenente al voivodato della Pomerania.

## Geografia antropica

### Suddivisioni amministrative
Il distretto comprende 8 comuni.
- Comuni urbani: Kościerzyna
- Comuni rurali: Dziemiany, Karsin, Kościerzyna, Liniewo, Lipusz, Nowa Karczma, Stara Kiszewa